# Френк Маршалл
Френк Джеймс Маршалл (англ. Frank James Marshall, 10 серпня 1877, Нью-Йорк, США — 9 листопада 1944, там само) — американський шахіст, один з найсильніших у світі на початку XX століття та найсильніший у США після смерті Гаррі Пільсбері. Шаховий теоретик.

## Біографія
Грати в шахи почав у Канаді, де 1894 року став чемпіоном Монреальського шахового клубу. Після повернення до США завоював звання чемпіона Бруклінського шахового клубу (1899). Переміг в одноколовому турнірі на шаховому конгресі в Лондон (1899). 1900 року в Парижі поділив 3 — 4-те місця з Гезою Мароці, а також завдав єдиної поразки переможцю турніру Емануїлу Ласкеру. 1903 року у Відні (гамбітний турнір) зайняв 2-ге місце. 1904 року на турнірі в Монте-Карло зайняв 3-тє місце, а в Кембридж-Спрінгсі став переможцем (найвищий спортивний успіх), випередивши на 2 очки Ласкера та Яновського. За перемогу на змаганнях американських майстрів (Сент-Луїс, 1904) отримав звання чемпіона США, від якого, однак, відмовився, оскільки у змаганні не брав участь Гаррі Пільсбері.
Найкращі результати на інших змаганнях: Схевенінген (1905) — 1-ше; Бармен (нині у складі Вупперталя, 1905) — 3-тє; Нюрнберг (1906) — 1-ше; Остенде (1907) — 3–4-те; Париж (1907) — 1–2-ге; Дюссельдорф (1908) — 1-ше; Лодзь (1908, матч-турнір) — 2-ге; Нью-Йорк (1911) — 1-ше; П'єштяни (1912) — 3-тє; Будапешт (теоретичний турнір, 1912) — 1 — 2-ге; Гавана (1913) — 1-ше (попереду X. Р. Капабланки та Д. Яновського); Нью-Йорк (1913) — 1-е і двічі — 2-ег; Петербург (1914) — 5-те; Нью-Йорк (1915, 1918 і 1924) — 2-ге, 3-тє і 4-те; Москва (1925) — 4-те; Чикаго (1926) — 1-ше; Лондон (1927) — 3-тє; Будапешт (1928) — 2-ге; Гастінгс (1928/1929) — 1–3-тє місця. Загалом на рахунку Маршалла понад 60 турнірів.
Виграв 15 матчів з 23 зіграних (1 матч закінчив унічию). Проте в матчі на першість світу (1907) його розгромив Ем. Ласкер (+0-8 =7); значних поразок зазнав також у матчах проти 3. Тарраша (1905; +1-8 =8) і Х. Р. Капабланки (1909; +1-8 =14). Його суперниками в інших матчах були: Давид Яновський  (1899; +1-3 =0; 1905, +8-5 =4; 1908, +2-5 =3; 1912, +6-2 =2; 1916, +4-1 =3); Ріхард Тайхманн (1902; +2-0 =3); Акіба Рубінштейн (1908; +3-4 =1); Жак Мізес (1908; +5-4 =1); Олдржих Дурас (1913; +3-1 =1). 1909 року, перемігши в матчі Джексона Шовальтера (+7-2 =3), став чемпіоном США. 1936 року, бувши непереможеним, відмовився від цього звання, висловивши побажання, щоб надалі його розігрували в турнірах. Учасник низки всесвітніх олімпіад.
Через оригінальний стиль гри Маршалла Мілан Відмар назвав його «Дон Кіхотом шахів», а Ксавери Тартаковер — «жонглером комбінацій». Партії Маршалла повні несподіваних задумів, комбінацій, непомітних пасток. Ефектні комбінації принесли йому багато призів «за красу». «Найкрасивішим ходом» Маршалл назвав свій 23-й хід в партії проти Степана Левитського (білі, Бреслау, 1912) :
|   | a | b | c | d | e | f | g | h |   |
| 8 | f8 чорна тура · g8 чорний король · a7 чорний пішак · b7 чорний пішак · g7 чорний пішак · h7 чорний пішак · e6 чорний пішак · f6 чорна тура · e5 біла тура · h5 білий ферзь · d4 чорний кінь · c3 чорний ферзь · h3 білий слон · a2 білий пішак · c2 білий пішак · f2 білий пішак · g2 білий пішак · h2 білий пішак · f1 біла тура · g1 білий король | f8 чорна тура · g8 чорний король · a7 чорний пішак · b7 чорний пішак · g7 чорний пішак · h7 чорний пішак · e6 чорний пішак · f6 чорна тура · e5 біла тура · h5 білий ферзь · d4 чорний кінь · c3 чорний ферзь · h3 білий слон · a2 білий пішак · c2 білий пішак · f2 білий пішак · g2 білий пішак · h2 білий пішак · f1 біла тура · g1 білий король | f8 чорна тура · g8 чорний король · a7 чорний пішак · b7 чорний пішак · g7 чорний пішак · h7 чорний пішак · e6 чорний пішак · f6 чорна тура · e5 біла тура · h5 білий ферзь · d4 чорний кінь · c3 чорний ферзь · h3 білий слон · a2 білий пішак · c2 білий пішак · f2 білий пішак · g2 білий пішак · h2 білий пішак · f1 біла тура · g1 білий король | f8 чорна тура · g8 чорний король · a7 чорний пішак · b7 чорний пішак · g7 чорний пішак · h7 чорний пішак · e6 чорний пішак · f6 чорна тура · e5 біла тура · h5 білий ферзь · d4 чорний кінь · c3 чорний ферзь · h3 білий слон · a2 білий пішак · c2 білий пішак · f2 білий пішак · g2 білий пішак · h2 білий пішак · f1 біла тура · g1 білий король | f8 чорна тура · g8 чорний король · a7 чорний пішак · b7 чорний пішак · g7 чорний пішак · h7 чорний пішак · e6 чорний пішак · f6 чорна тура · e5 біла тура · h5 білий ферзь · d4 чорний кінь · c3 чорний ферзь · h3 білий слон · a2 білий пішак · c2 білий пішак · f2 білий пішак · g2 білий пішак · h2 білий пішак · f1 біла тура · g1 білий король | f8 чорна тура · g8 чорний король · a7 чорний пішак · b7 чорний пішак · g7 чорний пішак · h7 чорний пішак · e6 чорний пішак · f6 чорна тура · e5 біла тура · h5 білий ферзь · d4 чорний кінь · c3 чорний ферзь · h3 білий слон · a2 білий пішак · c2 білий пішак · f2 білий пішак · g2 білий пішак · h2 білий пішак · f1 біла тура · g1 білий король | f8 чорна тура · g8 чорний король · a7 чорний пішак · b7 чорний пішак · g7 чорний пішак · h7 чорний пішак · e6 чорний пішак · f6 чорна тура · e5 біла тура · h5 білий ферзь · d4 чорний кінь · c3 чорний ферзь · h3 білий слон · a2 білий пішак · c2 білий пішак · f2 білий пішак · g2 білий пішак · h2 білий пішак · f1 біла тура · g1 білий король | f8 чорна тура · g8 чорний король · a7 чорний пішак · b7 чорний пішак · g7 чорний пішак · h7 чорний пішак · e6 чорний пішак · f6 чорна тура · e5 біла тура · h5 білий ферзь · d4 чорний кінь · c3 чорний ферзь · h3 білий слон · a2 білий пішак · c2 білий пішак · f2 білий пішак · g2 білий пішак · h2 білий пішак · f1 біла тура · g1 білий король | 8 |
| 7 | f8 чорна тура · g8 чорний король · a7 чорний пішак · b7 чорний пішак · g7 чорний пішак · h7 чорний пішак · e6 чорний пішак · f6 чорна тура · e5 біла тура · h5 білий ферзь · d4 чорний кінь · c3 чорний ферзь · h3 білий слон · a2 білий пішак · c2 білий пішак · f2 білий пішак · g2 білий пішак · h2 білий пішак · f1 біла тура · g1 білий король | f8 чорна тура · g8 чорний король · a7 чорний пішак · b7 чорний пішак · g7 чорний пішак · h7 чорний пішак · e6 чорний пішак · f6 чорна тура · e5 біла тура · h5 білий ферзь · d4 чорний кінь · c3 чорний ферзь · h3 білий слон · a2 білий пішак · c2 білий пішак · f2 білий пішак · g2 білий пішак · h2 білий пішак · f1 біла тура · g1 білий король | f8 чорна тура · g8 чорний король · a7 чорний пішак · b7 чорний пішак · g7 чорний пішак · h7 чорний пішак · e6 чорний пішак · f6 чорна тура · e5 біла тура · h5 білий ферзь · d4 чорний кінь · c3 чорний ферзь · h3 білий слон · a2 білий пішак · c2 білий пішак · f2 білий пішак · g2 білий пішак · h2 білий пішак · f1 біла тура · g1 білий король | f8 чорна тура · g8 чорний король · a7 чорний пішак · b7 чорний пішак · g7 чорний пішак · h7 чорний пішак · e6 чорний пішак · f6 чорна тура · e5 біла тура · h5 білий ферзь · d4 чорний кінь · c3 чорний ферзь · h3 білий слон · a2 білий пішак · c2 білий пішак · f2 білий пішак · g2 білий пішак · h2 білий пішак · f1 біла тура · g1 білий король | f8 чорна тура · g8 чорний король · a7 чорний пішак · b7 чорний пішак · g7 чорний пішак · h7 чорний пішак · e6 чорний пішак · f6 чорна тура · e5 біла тура · h5 білий ферзь · d4 чорний кінь · c3 чорний ферзь · h3 білий слон · a2 білий пішак · c2 білий пішак · f2 білий пішак · g2 білий пішак · h2 білий пішак · f1 біла тура · g1 білий король | f8 чорна тура · g8 чорний король · a7 чорний пішак · b7 чорний пішак · g7 чорний пішак · h7 чорний пішак · e6 чорний пішак · f6 чорна тура · e5 біла тура · h5 білий ферзь · d4 чорний кінь · c3 чорний ферзь · h3 білий слон · a2 білий пішак · c2 білий пішак · f2 білий пішак · g2 білий пішак · h2 білий пішак · f1 біла тура · g1 білий король | f8 чорна тура · g8 чорний король · a7 чорний пішак · b7 чорний пішак · g7 чорний пішак · h7 чорний пішак · e6 чорний пішак · f6 чорна тура · e5 біла тура · h5 білий ферзь · d4 чорний кінь · c3 чорний ферзь · h3 білий слон · a2 білий пішак · c2 білий пішак · f2 білий пішак · g2 білий пішак · h2 білий пішак · f1 біла тура · g1 білий король | f8 чорна тура · g8 чорний король · a7 чорний пішак · b7 чорний пішак · g7 чорний пішак · h7 чорний пішак · e6 чорний пішак · f6 чорна тура · e5 біла тура · h5 білий ферзь · d4 чорний кінь · c3 чорний ферзь · h3 білий слон · a2 білий пішак · c2 білий пішак · f2 білий пішак · g2 білий пішак · h2 білий пішак · f1 біла тура · g1 білий король | 7 |
| 6 | f8 чорна тура · g8 чорний король · a7 чорний пішак · b7 чорний пішак · g7 чорний пішак · h7 чорний пішак · e6 чорний пішак · f6 чорна тура · e5 біла тура · h5 білий ферзь · d4 чорний кінь · c3 чорний ферзь · h3 білий слон · a2 білий пішак · c2 білий пішак · f2 білий пішак · g2 білий пішак · h2 білий пішак · f1 біла тура · g1 білий король | f8 чорна тура · g8 чорний король · a7 чорний пішак · b7 чорний пішак · g7 чорний пішак · h7 чорний пішак · e6 чорний пішак · f6 чорна тура · e5 біла тура · h5 білий ферзь · d4 чорний кінь · c3 чорний ферзь · h3 білий слон · a2 білий пішак · c2 білий пішак · f2 білий пішак · g2 білий пішак · h2 білий пішак · f1 біла тура · g1 білий король | f8 чорна тура · g8 чорний король · a7 чорний пішак · b7 чорний пішак · g7 чорний пішак · h7 чорний пішак · e6 чорний пішак · f6 чорна тура · e5 біла тура · h5 білий ферзь · d4 чорний кінь · c3 чорний ферзь · h3 білий слон · a2 білий пішак · c2 білий пішак · f2 білий пішак · g2 білий пішак · h2 білий пішак · f1 біла тура · g1 білий король | f8 чорна тура · g8 чорний король · a7 чорний пішак · b7 чорний пішак · g7 чорний пішак · h7 чорний пішак · e6 чорний пішак · f6 чорна тура · e5 біла тура · h5 білий ферзь · d4 чорний кінь · c3 чорний ферзь · h3 білий слон · a2 білий пішак · c2 білий пішак · f2 білий пішак · g2 білий пішак · h2 білий пішак · f1 біла тура · g1 білий король | f8 чорна тура · g8 чорний король · a7 чорний пішак · b7 чорний пішак · g7 чорний пішак · h7 чорний пішак · e6 чорний пішак · f6 чорна тура · e5 біла тура · h5 білий ферзь · d4 чорний кінь · c3 чорний ферзь · h3 білий слон · a2 білий пішак · c2 білий пішак · f2 білий пішак · g2 білий пішак · h2 білий пішак · f1 біла тура · g1 білий король | f8 чорна тура · g8 чорний король · a7 чорний пішак · b7 чорний пішак · g7 чорний пішак · h7 чорний пішак · e6 чорний пішак · f6 чорна тура · e5 біла тура · h5 білий ферзь · d4 чорний кінь · c3 чорний ферзь · h3 білий слон · a2 білий пішак · c2 білий пішак · f2 білий пішак · g2 білий пішак · h2 білий пішак · f1 біла тура · g1 білий король | f8 чорна тура · g8 чорний король · a7 чорний пішак · b7 чорний пішак · g7 чорний пішак · h7 чорний пішак · e6 чорний пішак · f6 чорна тура · e5 біла тура · h5 білий ферзь · d4 чорний кінь · c3 чорний ферзь · h3 білий слон · a2 білий пішак · c2 білий пішак · f2 білий пішак · g2 білий пішак · h2 білий пішак · f1 біла тура · g1 білий король | f8 чорна тура · g8 чорний король · a7 чорний пішак · b7 чорний пішак · g7 чорний пішак · h7 чорний пішак · e6 чорний пішак · f6 чорна тура · e5 біла тура · h5 білий ферзь · d4 чорний кінь · c3 чорний ферзь · h3 білий слон · a2 білий пішак · c2 білий пішак · f2 білий пішак · g2 білий пішак · h2 білий пішак · f1 біла тура · g1 білий король | 6 |
| 5 | f8 чорна тура · g8 чорний король · a7 чорний пішак · b7 чорний пішак · g7 чорний пішак · h7 чорний пішак · e6 чорний пішак · f6 чорна тура · e5 біла тура · h5 білий ферзь · d4 чорний кінь · c3 чорний ферзь · h3 білий слон · a2 білий пішак · c2 білий пішак · f2 білий пішак · g2 білий пішак · h2 білий пішак · f1 біла тура · g1 білий король | f8 чорна тура · g8 чорний король · a7 чорний пішак · b7 чорний пішак · g7 чорний пішак · h7 чорний пішак · e6 чорний пішак · f6 чорна тура · e5 біла тура · h5 білий ферзь · d4 чорний кінь · c3 чорний ферзь · h3 білий слон · a2 білий пішак · c2 білий пішак · f2 білий пішак · g2 білий пішак · h2 білий пішак · f1 біла тура · g1 білий король | f8 чорна тура · g8 чорний король · a7 чорний пішак · b7 чорний пішак · g7 чорний пішак · h7 чорний пішак · e6 чорний пішак · f6 чорна тура · e5 біла тура · h5 білий ферзь · d4 чорний кінь · c3 чорний ферзь · h3 білий слон · a2 білий пішак · c2 білий пішак · f2 білий пішак · g2 білий пішак · h2 білий пішак · f1 біла тура · g1 білий король | f8 чорна тура · g8 чорний король · a7 чорний пішак · b7 чорний пішак · g7 чорний пішак · h7 чорний пішак · e6 чорний пішак · f6 чорна тура · e5 біла тура · h5 білий ферзь · d4 чорний кінь · c3 чорний ферзь · h3 білий слон · a2 білий пішак · c2 білий пішак · f2 білий пішак · g2 білий пішак · h2 білий пішак · f1 біла тура · g1 білий король | f8 чорна тура · g8 чорний король · a7 чорний пішак · b7 чорний пішак · g7 чорний пішак · h7 чорний пішак · e6 чорний пішак · f6 чорна тура · e5 біла тура · h5 білий ферзь · d4 чорний кінь · c3 чорний ферзь · h3 білий слон · a2 білий пішак · c2 білий пішак · f2 білий пішак · g2 білий пішак · h2 білий пішак · f1 біла тура · g1 білий король | f8 чорна тура · g8 чорний король · a7 чорний пішак · b7 чорний пішак · g7 чорний пішак · h7 чорний пішак · e6 чорний пішак · f6 чорна тура · e5 біла тура · h5 білий ферзь · d4 чорний кінь · c3 чорний ферзь · h3 білий слон · a2 білий пішак · c2 білий пішак · f2 білий пішак · g2 білий пішак · h2 білий пішак · f1 біла тура · g1 білий король | f8 чорна тура · g8 чорний король · a7 чорний пішак · b7 чорний пішак · g7 чорний пішак · h7 чорний пішак · e6 чорний пішак · f6 чорна тура · e5 біла тура · h5 білий ферзь · d4 чорний кінь · c3 чорний ферзь · h3 білий слон · a2 білий пішак · c2 білий пішак · f2 білий пішак · g2 білий пішак · h2 білий пішак · f1 біла тура · g1 білий король | f8 чорна тура · g8 чорний король · a7 чорний пішак · b7 чорний пішак · g7 чорний пішак · h7 чорний пішак · e6 чорний пішак · f6 чорна тура · e5 біла тура · h5 білий ферзь · d4 чорний кінь · c3 чорний ферзь · h3 білий слон · a2 білий пішак · c2 білий пішак · f2 білий пішак · g2 білий пішак · h2 білий пішак · f1 біла тура · g1 білий король | 5 |
| 4 | f8 чорна тура · g8 чорний король · a7 чорний пішак · b7 чорний пішак · g7 чорний пішак · h7 чорний пішак · e6 чорний пішак · f6 чорна тура · e5 біла тура · h5 білий ферзь · d4 чорний кінь · c3 чорний ферзь · h3 білий слон · a2 білий пішак · c2 білий пішак · f2 білий пішак · g2 білий пішак · h2 білий пішак · f1 біла тура · g1 білий король | f8 чорна тура · g8 чорний король · a7 чорний пішак · b7 чорний пішак · g7 чорний пішак · h7 чорний пішак · e6 чорний пішак · f6 чорна тура · e5 біла тура · h5 білий ферзь · d4 чорний кінь · c3 чорний ферзь · h3 білий слон · a2 білий пішак · c2 білий пішак · f2 білий пішак · g2 білий пішак · h2 білий пішак · f1 біла тура · g1 білий король | f8 чорна тура · g8 чорний король · a7 чорний пішак · b7 чорний пішак · g7 чорний пішак · h7 чорний пішак · e6 чорний пішак · f6 чорна тура · e5 біла тура · h5 білий ферзь · d4 чорний кінь · c3 чорний ферзь · h3 білий слон · a2 білий пішак · c2 білий пішак · f2 білий пішак · g2 білий пішак · h2 білий пішак · f1 біла тура · g1 білий король | f8 чорна тура · g8 чорний король · a7 чорний пішак · b7 чорний пішак · g7 чорний пішак · h7 чорний пішак · e6 чорний пішак · f6 чорна тура · e5 біла тура · h5 білий ферзь · d4 чорний кінь · c3 чорний ферзь · h3 білий слон · a2 білий пішак · c2 білий пішак · f2 білий пішак · g2 білий пішак · h2 білий пішак · f1 біла тура · g1 білий король | f8 чорна тура · g8 чорний король · a7 чорний пішак · b7 чорний пішак · g7 чорний пішак · h7 чорний пішак · e6 чорний пішак · f6 чорна тура · e5 біла тура · h5 білий ферзь · d4 чорний кінь · c3 чорний ферзь · h3 білий слон · a2 білий пішак · c2 білий пішак · f2 білий пішак · g2 білий пішак · h2 білий пішак · f1 біла тура · g1 білий король | f8 чорна тура · g8 чорний король · a7 чорний пішак · b7 чорний пішак · g7 чорний пішак · h7 чорний пішак · e6 чорний пішак · f6 чорна тура · e5 біла тура · h5 білий ферзь · d4 чорний кінь · c3 чорний ферзь · h3 білий слон · a2 білий пішак · c2 білий пішак · f2 білий пішак · g2 білий пішак · h2 білий пішак · f1 біла тура · g1 білий король | f8 чорна тура · g8 чорний король · a7 чорний пішак · b7 чорний пішак · g7 чорний пішак · h7 чорний пішак · e6 чорний пішак · f6 чорна тура · e5 біла тура · h5 білий ферзь · d4 чорний кінь · c3 чорний ферзь · h3 білий слон · a2 білий пішак · c2 білий пішак · f2 білий пішак · g2 білий пішак · h2 білий пішак · f1 біла тура · g1 білий король | f8 чорна тура · g8 чорний король · a7 чорний пішак · b7 чорний пішак · g7 чорний пішак · h7 чорний пішак · e6 чорний пішак · f6 чорна тура · e5 біла тура · h5 білий ферзь · d4 чорний кінь · c3 чорний ферзь · h3 білий слон · a2 білий пішак · c2 білий пішак · f2 білий пішак · g2 білий пішак · h2 білий пішак · f1 біла тура · g1 білий король | 4 |
| 3 | f8 чорна тура · g8 чорний король · a7 чорний пішак · b7 чорний пішак · g7 чорний пішак · h7 чорний пішак · e6 чорний пішак · f6 чорна тура · e5 біла тура · h5 білий ферзь · d4 чорний кінь · c3 чорний ферзь · h3 білий слон · a2 білий пішак · c2 білий пішак · f2 білий пішак · g2 білий пішак · h2 білий пішак · f1 біла тура · g1 білий король | f8 чорна тура · g8 чорний король · a7 чорний пішак · b7 чорний пішак · g7 чорний пішак · h7 чорний пішак · e6 чорний пішак · f6 чорна тура · e5 біла тура · h5 білий ферзь · d4 чорний кінь · c3 чорний ферзь · h3 білий слон · a2 білий пішак · c2 білий пішак · f2 білий пішак · g2 білий пішак · h2 білий пішак · f1 біла тура · g1 білий король | f8 чорна тура · g8 чорний король · a7 чорний пішак · b7 чорний пішак · g7 чорний пішак · h7 чорний пішак · e6 чорний пішак · f6 чорна тура · e5 біла тура · h5 білий ферзь · d4 чорний кінь · c3 чорний ферзь · h3 білий слон · a2 білий пішак · c2 білий пішак · f2 білий пішак · g2 білий пішак · h2 білий пішак · f1 біла тура · g1 білий король | f8 чорна тура · g8 чорний король · a7 чорний пішак · b7 чорний пішак · g7 чорний пішак · h7 чорний пішак · e6 чорний пішак · f6 чорна тура · e5 біла тура · h5 білий ферзь · d4 чорний кінь · c3 чорний ферзь · h3 білий слон · a2 білий пішак · c2 білий пішак · f2 білий пішак · g2 білий пішак · h2 білий пішак · f1 біла тура · g1 білий король | f8 чорна тура · g8 чорний король · a7 чорний пішак · b7 чорний пішак · g7 чорний пішак · h7 чорний пішак · e6 чорний пішак · f6 чорна тура · e5 біла тура · h5 білий ферзь · d4 чорний кінь · c3 чорний ферзь · h3 білий слон · a2 білий пішак · c2 білий пішак · f2 білий пішак · g2 білий пішак · h2 білий пішак · f1 біла тура · g1 білий король | f8 чорна тура · g8 чорний король · a7 чорний пішак · b7 чорний пішак · g7 чорний пішак · h7 чорний пішак · e6 чорний пішак · f6 чорна тура · e5 біла тура · h5 білий ферзь · d4 чорний кінь · c3 чорний ферзь · h3 білий слон · a2 білий пішак · c2 білий пішак · f2 білий пішак · g2 білий пішак · h2 білий пішак · f1 біла тура · g1 білий король | f8 чорна тура · g8 чорний король · a7 чорний пішак · b7 чорний пішак · g7 чорний пішак · h7 чорний пішак · e6 чорний пішак · f6 чорна тура · e5 біла тура · h5 білий ферзь · d4 чорний кінь · c3 чорний ферзь · h3 білий слон · a2 білий пішак · c2 білий пішак · f2 білий пішак · g2 білий пішак · h2 білий пішак · f1 біла тура · g1 білий король | f8 чорна тура · g8 чорний король · a7 чорний пішак · b7 чорний пішак · g7 чорний пішак · h7 чорний пішак · e6 чорний пішак · f6 чорна тура · e5 біла тура · h5 білий ферзь · d4 чорний кінь · c3 чорний ферзь · h3 білий слон · a2 білий пішак · c2 білий пішак · f2 білий пішак · g2 білий пішак · h2 білий пішак · f1 біла тура · g1 білий король | 3 |
| 2 | f8 чорна тура · g8 чорний король · a7 чорний пішак · b7 чорний пішак · g7 чорний пішак · h7 чорний пішак · e6 чорний пішак · f6 чорна тура · e5 біла тура · h5 білий ферзь · d4 чорний кінь · c3 чорний ферзь · h3 білий слон · a2 білий пішак · c2 білий пішак · f2 білий пішак · g2 білий пішак · h2 білий пішак · f1 біла тура · g1 білий король | f8 чорна тура · g8 чорний король · a7 чорний пішак · b7 чорний пішак · g7 чорний пішак · h7 чорний пішак · e6 чорний пішак · f6 чорна тура · e5 біла тура · h5 білий ферзь · d4 чорний кінь · c3 чорний ферзь · h3 білий слон · a2 білий пішак · c2 білий пішак · f2 білий пішак · g2 білий пішак · h2 білий пішак · f1 біла тура · g1 білий король | f8 чорна тура · g8 чорний король · a7 чорний пішак · b7 чорний пішак · g7 чорний пішак · h7 чорний пішак · e6 чорний пішак · f6 чорна тура · e5 біла тура · h5 білий ферзь · d4 чорний кінь · c3 чорний ферзь · h3 білий слон · a2 білий пішак · c2 білий пішак · f2 білий пішак · g2 білий пішак · h2 білий пішак · f1 біла тура · g1 білий король | f8 чорна тура · g8 чорний король · a7 чорний пішак · b7 чорний пішак · g7 чорний пішак · h7 чорний пішак · e6 чорний пішак · f6 чорна тура · e5 біла тура · h5 білий ферзь · d4 чорний кінь · c3 чорний ферзь · h3 білий слон · a2 білий пішак · c2 білий пішак · f2 білий пішак · g2 білий пішак · h2 білий пішак · f1 біла тура · g1 білий король | f8 чорна тура · g8 чорний король · a7 чорний пішак · b7 чорний пішак · g7 чорний пішак · h7 чорний пішак · e6 чорний пішак · f6 чорна тура · e5 біла тура · h5 білий ферзь · d4 чорний кінь · c3 чорний ферзь · h3 білий слон · a2 білий пішак · c2 білий пішак · f2 білий пішак · g2 білий пішак · h2 білий пішак · f1 біла тура · g1 білий король | f8 чорна тура · g8 чорний король · a7 чорний пішак · b7 чорний пішак · g7 чорний пішак · h7 чорний пішак · e6 чорний пішак · f6 чорна тура · e5 біла тура · h5 білий ферзь · d4 чорний кінь · c3 чорний ферзь · h3 білий слон · a2 білий пішак · c2 білий пішак · f2 білий пішак · g2 білий пішак · h2 білий пішак · f1 біла тура · g1 білий король | f8 чорна тура · g8 чорний король · a7 чорний пішак · b7 чорний пішак · g7 чорний пішак · h7 чорний пішак · e6 чорний пішак · f6 чорна тура · e5 біла тура · h5 білий ферзь · d4 чорний кінь · c3 чорний ферзь · h3 білий слон · a2 білий пішак · c2 білий пішак · f2 білий пішак · g2 білий пішак · h2 білий пішак · f1 біла тура · g1 білий король | f8 чорна тура · g8 чорний король · a7 чорний пішак · b7 чорний пішак · g7 чорний пішак · h7 чорний пішак · e6 чорний пішак · f6 чорна тура · e5 біла тура · h5 білий ферзь · d4 чорний кінь · c3 чорний ферзь · h3 білий слон · a2 білий пішак · c2 білий пішак · f2 білий пішак · g2 білий пішак · h2 білий пішак · f1 біла тура · g1 білий король | 2 |
| 1 | f8 чорна тура · g8 чорний король · a7 чорний пішак · b7 чорний пішак · g7 чорний пішак · h7 чорний пішак · e6 чорний пішак · f6 чорна тура · e5 біла тура · h5 білий ферзь · d4 чорний кінь · c3 чорний ферзь · h3 білий слон · a2 білий пішак · c2 білий пішак · f2 білий пішак · g2 білий пішак · h2 білий пішак · f1 біла тура · g1 білий король | f8 чорна тура · g8 чорний король · a7 чорний пішак · b7 чорний пішак · g7 чорний пішак · h7 чорний пішак · e6 чорний пішак · f6 чорна тура · e5 біла тура · h5 білий ферзь · d4 чорний кінь · c3 чорний ферзь · h3 білий слон · a2 білий пішак · c2 білий пішак · f2 білий пішак · g2 білий пішак · h2 білий пішак · f1 біла тура · g1 білий король | f8 чорна тура · g8 чорний король · a7 чорний пішак · b7 чорний пішак · g7 чорний пішак · h7 чорний пішак · e6 чорний пішак · f6 чорна тура · e5 біла тура · h5 білий ферзь · d4 чорний кінь · c3 чорний ферзь · h3 білий слон · a2 білий пішак · c2 білий пішак · f2 білий пішак · g2 білий пішак · h2 білий пішак · f1 біла тура · g1 білий король | f8 чорна тура · g8 чорний король · a7 чорний пішак · b7 чорний пішак · g7 чорний пішак · h7 чорний пішак · e6 чорний пішак · f6 чорна тура · e5 біла тура · h5 білий ферзь · d4 чорний кінь · c3 чорний ферзь · h3 білий слон · a2 білий пішак · c2 білий пішак · f2 білий пішак · g2 білий пішак · h2 білий пішак · f1 біла тура · g1 білий король | f8 чорна тура · g8 чорний король · a7 чорний пішак · b7 чорний пішак · g7 чорний пішак · h7 чорний пішак · e6 чорний пішак · f6 чорна тура · e5 біла тура · h5 білий ферзь · d4 чорний кінь · c3 чорний ферзь · h3 білий слон · a2 білий пішак · c2 білий пішак · f2 білий пішак · g2 білий пішак · h2 білий пішак · f1 біла тура · g1 білий король | f8 чорна тура · g8 чорний король · a7 чорний пішак · b7 чорний пішак · g7 чорний пішак · h7 чорний пішак · e6 чорний пішак · f6 чорна тура · e5 біла тура · h5 білий ферзь · d4 чорний кінь · c3 чорний ферзь · h3 білий слон · a2 білий пішак · c2 білий пішак · f2 білий пішак · g2 білий пішак · h2 білий пішак · f1 біла тура · g1 білий король | f8 чорна тура · g8 чорний король · a7 чорний пішак · b7 чорний пішак · g7 чорний пішак · h7 чорний пішак · e6 чорний пішак · f6 чорна тура · e5 біла тура · h5 білий ферзь · d4 чорний кінь · c3 чорний ферзь · h3 білий слон · a2 білий пішак · c2 білий пішак · f2 білий пішак · g2 білий пішак · h2 білий пішак · f1 біла тура · g1 білий король | f8 чорна тура · g8 чорний король · a7 чорний пішак · b7 чорний пішак · g7 чорний пішак · h7 чорний пішак · e6 чорний пішак · f6 чорна тура · e5 біла тура · h5 білий ферзь · d4 чорний кінь · c3 чорний ферзь · h3 білий слон · a2 білий пішак · c2 білий пішак · f2 білий пішак · g2 білий пішак · h2 білий пішак · f1 біла тура · g1 білий король | 1 |
|   | a | b | c | d | e | f | g | h |   |

21.... Лh6 22.Фg5 Л:h3 23.Лс5 Фg3, 0: 1. 
Насичена комбінаційними ідеями заключна частина його партії проти Д. Яновського (білі), Біарріц, 1912.
Ризикована гра, прагнення здобути ініціативу, атаку, незалежно від наявності позиційних передумов, були чинниками низки матчевих і турнірних невдач Маршалла; «Я дотримуюсь старого погляду, що напад — це найкращий захист. Однак мені завжди доводилося дуже важко проти великих майстрів захисту. Часом від них мені було непереливки, — але дотепер я віддаю перевагу своєму власному стилю гри» (Маршалл).
Оригінальні ідеї Маршалла знайшли відбиття в дебютних варіантах (названі на його честь варіант у ферзевому гамбіті, а також у французькому захисті); найцікавішою є контратака Маршалла (див. Іспанська партія), яку він вперше застосував проти Х. Р. Капабланки (Нью-Йорк, 1918).
Маршалл відіграв значну роль у розвитку шахів у США. 1915 року організував шаховий клуб — «Маршалл чесс клаб» і до кінця життя залишався його керівником. Був шаховим професіоналом, і його ставлення до шахів найкраще виражають його власні слова: «Все моє життя присвячене шахам. Я грав у них понад півстоліття... та сьогодні я так само закоханий у шахи, як був закоханий всі ці роки».